# بازران (مقاطعة فامنين)
بازران (بالفارسية: بازران) هي قرية تقع في قسم بيشخور الريفي (مقاطعة فامنين) في إيران. يقدر عدد سكانها بـ 103 نسمة بحسب إحصاء 2016.